# ذيل الثعلب العملاق
ذيل الثعلب العملاق أو ذيل الثعلب الصيني (بالإنجليزية: Giant Foxtail)‏ واسمه العلمي (باللاتينية: Setaria faberi) نوع نباتي عشبي يتبع جنس ذيل الثعلب من الفصيلة النجيلية. يصنف أحياناً كأحد محاصيل الحبوب من مجموعة الدخن ويسمى الدخن الصيني.

## الموئل والانتشار
أصله من آسيا، وأدخل إلى أمريكا الشمالية حيث انتشر كحشيشة مهمة في حقول الذرة.

## الوصف النباتي
النبات عشبي حولي.